# Eldögonsångare
Eldögonsångare (Chrysomma sinense) är en asiatisk fågel i familjen papegojnäbbar inom ordningen tättingar.

## Utseende
Eldögonsångaren är en 18-23 cm lång tätting med lång stjärt. Ovansidan är brun, undersidan gräddvit. På huvudet syns en kort och svart näbb, gult öga med orange ögonring samt en vit tygel och ett kort vitt ögonbrynsstreck.

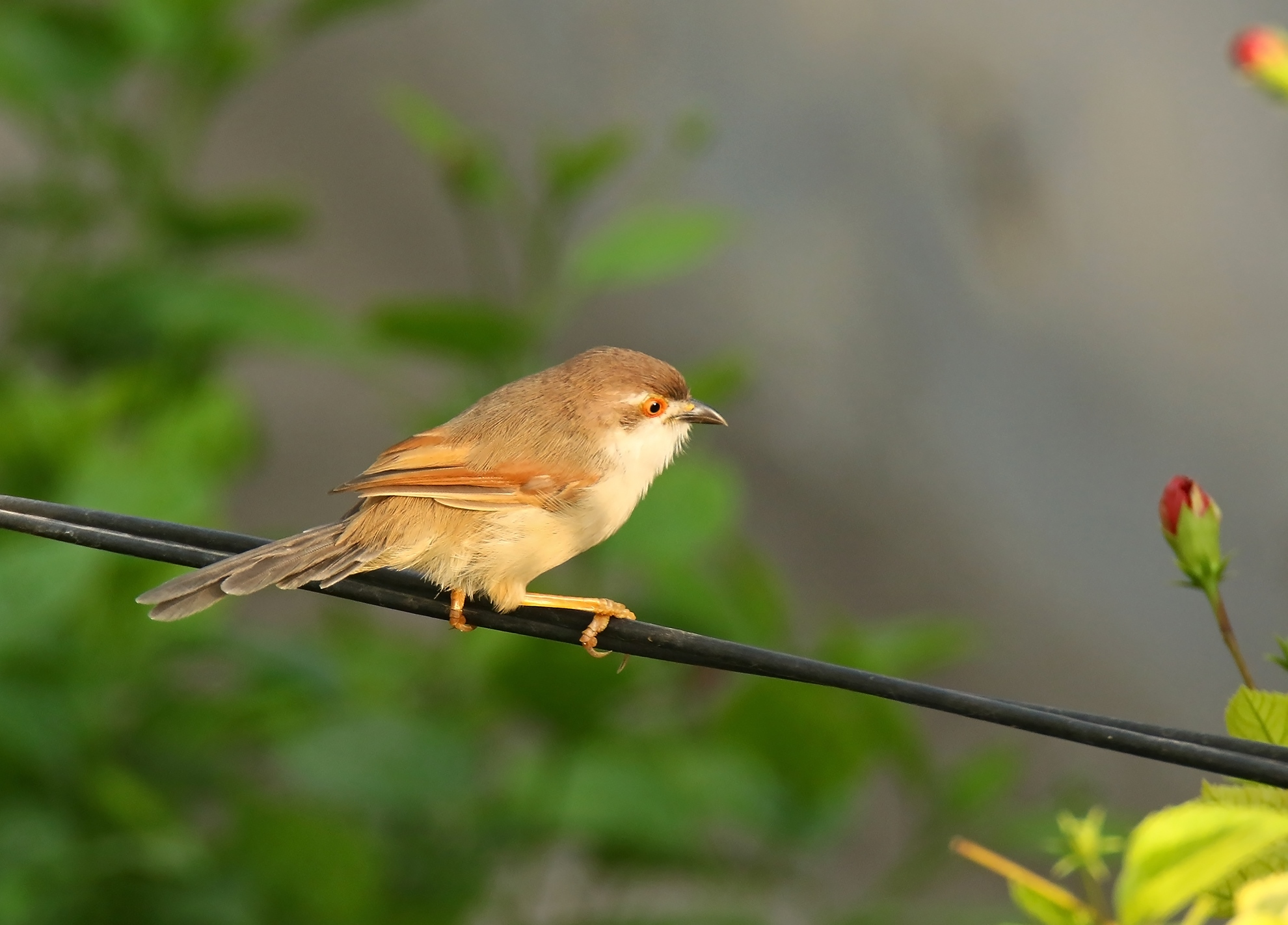

## Utbredning och underarter
Eldögonsångare delas in i fyra underarter med följande utbredning:
- Chrysomma sinense hypoleucum – förekommer från östra Pakistan till Indiska halvön, Bangladesh och västra Myanmar
- Chrysomma sinense nasale – förekommer på Sri Lanka
- Chrysomma sinense saturatius – förekommer i Himalaya från Sikkim till Assam (norr om Brahmaputra)
- Chrysomma sinense sinense – förekommer från södra Kina till Myanmar, Thailand och Indokina

Underarten saturatius inkluderas ofta i nominatformen.

### Familjetillhörighet
Tidigare behandlades arten som en medlem av familjen timalior, därav det tidigare namnet eldögd timalia. DNA-studier visar dock att den tillhör en grupp små tättingar bestående av papegojnäbbar (Conostoma samt det numera uppdelade släktet Paradoxornis), den amerikanska arten messmyg, de tidigare cistikolorna i Rhopophilus samt en handfull släkten som tidigare också ansågs vara timalior (Fulvetta, Lioparus, Myzornis och Moupinia). Denna grupp är i sin tur närmast släkt med sylvior i Sylviidae och har tidigare inkluderats i den familjen. Enligt sentida studier skilde sig dock de båda grupperna sig åt för hela cirka 19 miljoner år sedan, varför tongivande International Ornithological Congress (IOC) numera urskilt dem till en egen familj, Paradoxornithidae. Denna linje följs här.

## Levnadssätt

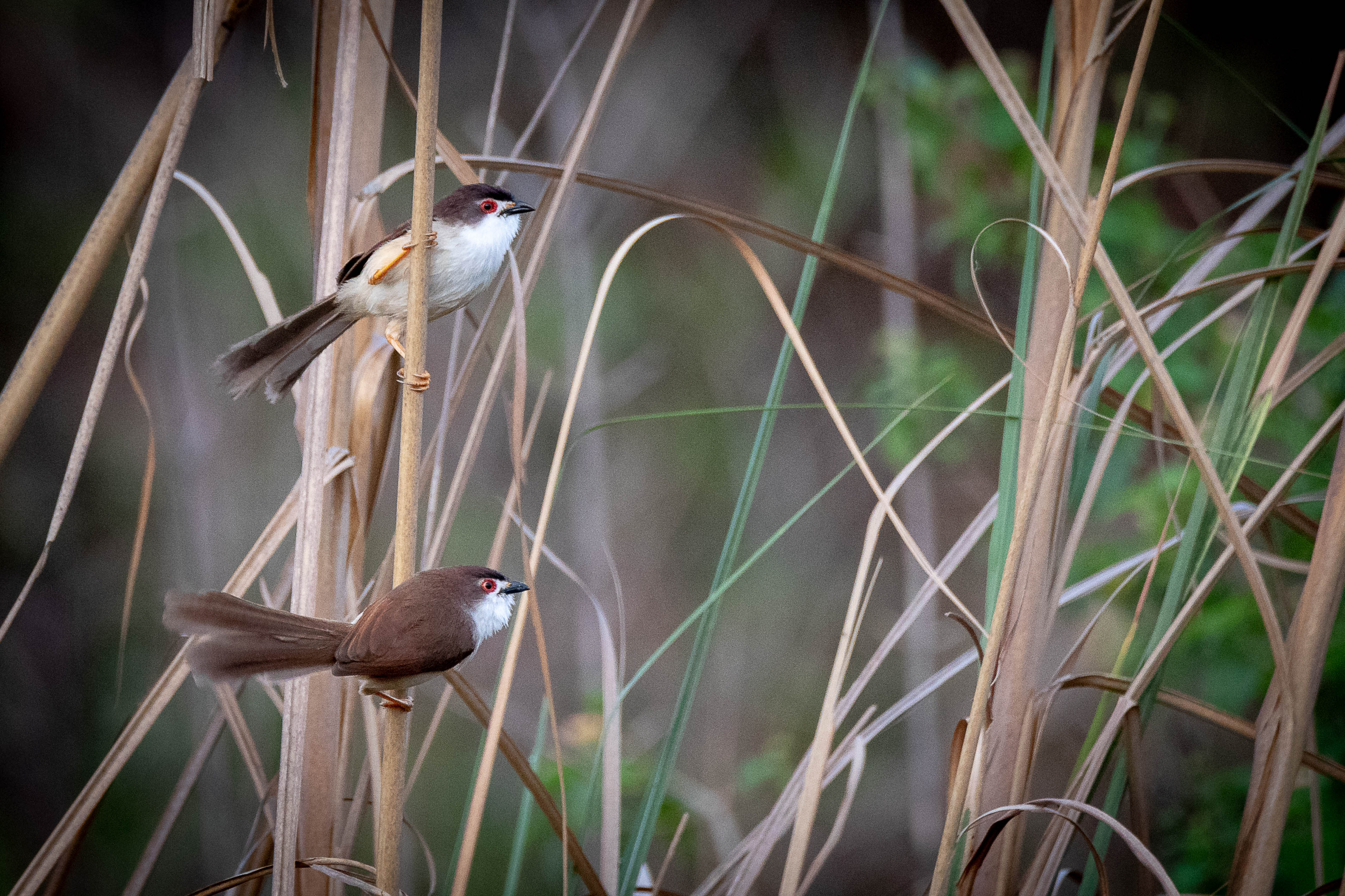
Eldögonsångare i typisk miljö.

Eldögonsångaren hittas i öppna gräs- och buskmarker, törnsnår, tamariskstånd, kanter av odlingsfält, vassbälten och ormbunkssnår. Den uppträder vanligen i låglänta områden upp till 1 500 meters höjd. Där rör den sig i par eller utanför häckningstid i smågrupper, ofta tillsammans med prinior, på jakt efter fjärilslarver, gräshoppor och andra insekter, men tar även spindlar, bär och nektar. Den klänger på kvistar och vassrör sidledes eller upp-och-ner som en mes.

### Häckning
Fågeln häckar från mars till november i större delen av utbredningsområdet. Boet är en liten konformad skål byggd av grovt gräs, barkstrimmor, bambublad och torra växtfibrer. Det hängs upp mellan upprätta vass- eller sockerrör eller grässtrån, eller kilas in i ett litet träd eller en buske. Däri lägger den tre till fem ägg.

## Status och hot
Arten har ett stort utbredningsområde och en stor population med stabil utveckling och tros inte vara utsatt för något substantiellt hot. Utifrån dessa kriterier kategoriserar internationella naturvårdsunionen IUCN arten som livskraftig (LC). Världspopulationen har inte uppskattats men den beskrivs som lokalt förekommande i allmänhet, ovanlig i Pakistan, ganska vanlig i Nepal och i Indien vida spridd och lokalt vanlig.

## Bildgalleri

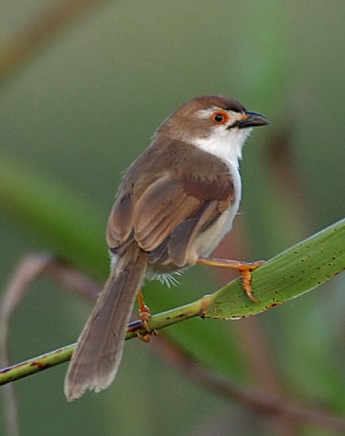
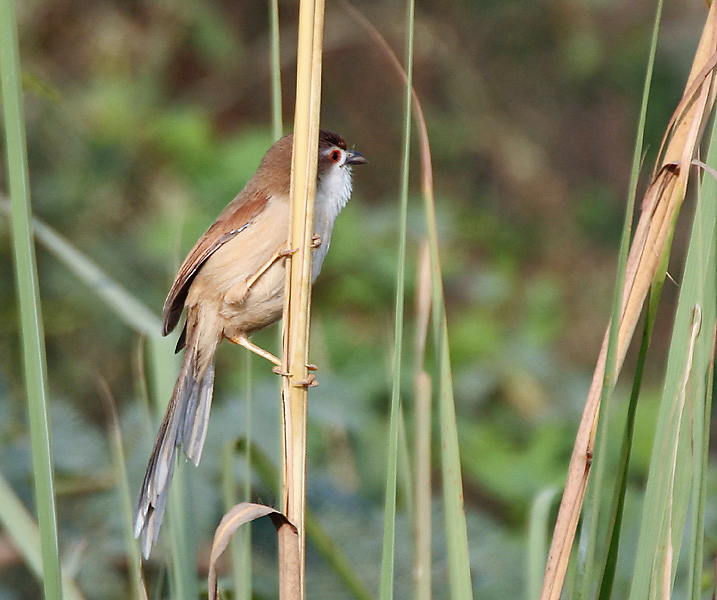